# 늣머리
늣머리는 서울특별시 노원구 공릉동에 위치한 평야이다.

## 어원
늪의 머리 쪽에 해당된다고 하여 본래 늪머리였으나, 단어의 변화를 거쳐 늣머리가 되었다.

## 지리적 특성
늣머리 안 쪽과 남쪽에는 두 곳의 또 다른 평야가 존재하며, 각각 안굴과 청배라는 이름으로 불린다. 청배는 지리적으로 서울특별시 노원구 중계동에 위치한다.